# Xuriella
Genre
Xuriella est un genre d'araignées aranéomorphes de la famille des Salticidae.

## Distribution
Les espèces de ce genre se rencontrent en Tanzanie, au Zimbabwe, en Afrique du Sud et au Yémen.

## Liste des espèces
Selon World Spider Catalog (version 18.0, 26/05/2017) :
- Xuriella marmorea Wesołowska & van Harten, 2007
- Xuriella prima Wesołowska & Russell-Smith, 2000

## Publication originale
- Wesołowska & Russell-Smith, 2000 : Jumping spiders from Mkomazi Game Reserve in Tanzania (Araneae Salticidae).  Tropical Zoology, vol. 13, p. 11-127 (texte intégral).